# Hanne Hastrup
 Der er for få eller ingen kildehenvisninger i denne artikel, hvilket er et problem. Du kan hjælpe ved at angive troværdige kilder til de påstande, som fremføres i artiklen.

Hanne Hastrup (født 25. september 1940) er en dansk tegner og forfatter og skaberen af Cirkeline.
Hun er især kendt for fortællingerne om alfen Cirkeline med den røde, prikkede kjole og musevennerne Frederik og Ingolf. Disse optræder i billedbøger, bl.a. Cirkeline (1969) og Cirkeline flytter til byen (1998), i 19 tegnefilm produceret til DR-TV (1968-71, den sidste aldrig vist i tv) og i tre biograffilm, Cirkeline - Storbyens Mus (1998), Cirkeline - Ost og Kærlighed (2000) samt Cirkeline og Verdens mindste superhelt (2005).
Hanne Hastrup modtog i 1998 den prestigefyldte børnebogspris Bog- og Papirbranchens ansattes børnebogspris for Cirkeline-bøgerne.
Hanne Hastrup skriver og tegner stadig stadig nye historier om Cirkeline og vennerne.
Hanne Hastrup medvirkede også i serien om musen Musibal der blev sendt på TV 2 i 1990'erne, hvor hun tegner og fortæller historier.
Hun var i 1960-69 gift med Jannik Hastrup med hvem hun har døtrene Nanette og Maj Britt.
Hun har datteren Sidse fra et andet ægteskab og danner i dag par med Sten Utke.

## Filmmanuskripter
- Cirkeline - Storbyens Mus (Circleen – City Mouse) (1998) (co-writer)
- Cirkeline XI – Højt fra træets grønne top (1970) (writer)
- Cirkeline X – Kanon-fotograf Fredrik (1970) (writer)
- Cirkeline VI – Zigeunerne (1968) (writer)
- Cirkeline V – Den fremmede (1968) (writer)
- Cirkeline IV – Sofus på flyvetur (1968) (writer)
- Cirkeline IX – Månen er en gul ost (1970) (writer)
- Cirkeline VIII – Klodsmus (1970) (writer)
- Cirkeline VII – Cirkeline på ferie (1970) (writer)
- Cirkeline III – 2 + 2 = 5 (1968) (writer)
- Cirkeline II – På med vanten (1968) (writer)
- Cirkeline I – Åh, sik’en dejlig fødselsdag (1968) (writer)

## Bogudgivelser
- Cirkeline, 1969
- Marguerite Duras, 1970
- Casper og Lottes færdselsbog, 1978
- Cirkeline og alle de andre børnesange fra radio og TV, 1989
- Cirkelines fødselsdag, 1995
- Cirkeline flytter til byen, 1998
- Cirkeline & Cirkeline flytter til byen, 1999
- Cirkelines sangbog, 1999
- God jul Cirkeline, 2000
- Godmorgen Cirkeline, 2000
- Cirkeline – ost og kærlighed, 2004
- Cirkeline – storbyens mus, 2004
- Cirkeline på opdagelse, 2007
- Cirkeline – tæl til 10, 2009
- Cirkeline bliver til, 2009